# Carmen Argenziano
Carmen Antimo Argenziano (Sharon, Pensilvania; 27 de octubre de 1943-Los Ángeles, California; 10 de febrero de 2019) fue un actor estadounidense. Su papel más conocido fue el de Jacob Carter en la serie de ciencia ficción Stargate SG-1.

## Filmografía como actor
- La amenaza de Casandra (miniserie de televisión) (2009)
- Ángeles y demonios (15 de junio de 2009)
- Momentum (16 de mayo de 2003)
- Identity (23 de abril de 2003)
- Malevolent (27 de junio de 2002)
- Operación Swordfish (4-jun-2001)
- A Better Way to Die (13-feb-2001)
- Hellraiser: Inferno (9-sep-2000)
- Gone in 60 Seconds (5-jun-2000)
- Blue Streak (17-sep-1999)
- A Murder of Crows (5-mar-1999)
- Bella Mafia (16-nov-1997)
- Apollo 11 (17-nov-1996)
- Andersonville (3-mar-1996)
- Coed Call Girl (11-feb-1996)
- Broken Arrow (9-feb-1996)
- The Tie That Binds (8-sep-1995)
- Don Juan DeMarco (7-abr-1995)
- The Burning Season (16-sep-1994)
- Against the Wall (26-mar-1994)
- Dead Connection (1994)
- Unlawful Entry (26-jun-1992)
- Crash Landing: The Rescue of Flight 232 (24-feb-1992)
- Knight Rider 2000 (19-may-1991)
- A Mom for Christmas (17-dic-1990)
- The First Power (6-abr-1990)
- Red Scorpion (5-Jan-1989)
- The Accused (14-oct-1988)
- Big Business (10-jun-1988)
- Stand and Deliver (11-mar-1988)
- Baja Oklahoma (20-feb-1988)
- Dangerously Close (9-may-1986)
- Starchaser: The Legend of Orin (22-nov-1985) (voz)
- Into the Night (15-feb-1985)
- Fatal Vision (18-nov-1984)
- Heartbreakers (28-sep-1984)
- Sudden Impact (9-dic-1983)
- Quarterback Princess (3-dic-1983)
- Graduation Day (1-may-1981)
- When a Stranger Calls (12-oct-1979)
- Once an Eagle (2-dic-1976)
- Two Minute Warning (12-nov-1976)
- Vigilante Force (9-sep-1976)
- Capone (abr-1975)
- The Godfather Part II (12-dic-1974)
- Caged Heat (5-sep-1974)
- The Outside Man (21-dic-1972)
- Punishment Park (may-1971)

Participó en series de televisión estadounidenses como Cheers, House, CSI NY y Hawai 5.0 (Albert Bagosa).